# Trachelipus squamuliger
Trachelipus squamuliger is een pissebed uit de familie Trachelipodidae. De wetenschappelijke naam van de soort is voor het eerst geldig gepubliceerd in 1907 door Karl Wilhelm Verhoeff.